# Eugen Tyroller
Eugen Tyroller (* um 1915; † vor 1996) war ein deutscher Tischtennisspieler und -funktionär. Er wurde bei der Deutschen Meisterschaft 1948 Dritter im Doppel.

## Spieler
Eugen Tyroller begann im Alter von 30 Jahren mit dem Tischtennissport. Er spielte zunächst im Verein MTG Mannheim, später bei Post SG Mannheim. Bei der ersten badischen Nachkriegsmeisterschaft 1947/48 in Heidelberg wurde er Sieger im Einzel. Sein größter Erfolg war der Gewinn von Bronze im Doppelwettbewerb der Deutschen Meisterschaft 1948 zusammen mit Werner Bösebeck. 1968 wurde er Gesamtbadischer Meister der Senioren.

## Funktionär
Nach dem Zweiten Weltkrieg setzte sich Tyroller für den Wiederaufbau der Tischtennis-Strukturen in Baden ein. So war er Mitbegründer des Tischtenniskreises Mannheim im Juli 1946 und wurde dessen Vorsitzender. Von November 1950 bis Mai 1951 war er Präsident des Badischen Tischtennis-Verbandes.

## Privat
Tyrollers Tochter Brita (1940–2008) war 1962/63 badische Meisterin im Einzel.